# سورا تاكينوتشي
سمر المعروفة بالنسخة اليابانية بـسورا تاكينوتشي (باليابانية: 武之内 空، بالروماجي: Takenouchi Sora)، هي شخصية خياليّة في مسلسل الانمي الشهير ديجيمون والمعروف باللغة العربية بأبطال الديجيتال، وُلِدت في 10 أكتوبر عام 1988، سورا فتاةٌ يابانية تعيش مع والدتها في مدينة أودايبا في طوكيو بسبب انشغال والدها عنها بسبب ظروف العمل في إحدى الجامعات، كانت أحد الشخصيات الرئيسية في السلسلة الأولى وسلسلة الأفلام ديجيمون أدفنتشر تراي وأحد الشخصيات الثانوية في السلسلة الثانية.

## حياتها
وُلدت سورا في العاشر من أكتوبر عام 1988 لأبوين هما هاروهيكو وهو أستاذ في جامعة كيوتو وتوشيكو وهي مُتخصصة في فن إيكيبانا (الذي يُعرف بفن تنسيق الزهور)، عاشت بداية حياتها في حيّ هيكاريغاوكا السكنيّ في مدينة نيريما حتى بلغت من العمر السابعة، ثم انتقلت إلى مدينة أودايبا بعد الأحداث التي حصلت في عام 1995، وهي قضت جُزء كبير من حياتها مع والدتها بسبب سفر والدها للعمل، درست جميع مراحل المدرسة في أودايبا، كانت سورا في البداية تُمارس هواية كرة القدم وانضمت إلى فريق مدرستها رفقة تايتشي (أمجد)، وفي عام 2000 غيرت وُجهتها إلى مُمارسة لعبة التنس إضافةً إلى فن تنسيق الزهور على خُطى والدتها، بدأت علاقةً عاطفية مع ياماتو (يامن) في ديسمبر عام 2002 عندما قامت بإهدائه هديّة أثناء استعداده للحفل الغنائي، حينها بادلها الشعور، وانتهت علاقتهما بالزواج وأنجبا طفليّن، وفي الثلاثينات من عُمرها أصبحت سورا مُصممة أزياء.

## صفاتها ومظهرها
تتميز سورا بأن لها شخصية هادئة وجريئة ولطيفة للغاية، فهي لا تكره أحداً وتُحاول جاهدةً أن تساعد الجميع، تحترم جميع كبار السن وأساتذتها وأصدقائها، تسعى دائما لحل النزاعات، حيث لطالما كانت تُمثل دور الأم مع مرافقتها ومع أصدقائها على حدِ سواء، سورا فتاة متواضعة للغاية، لا تعرف الغرور ولا حب التكبر، ودائماً الابتسامة ما تكون مرسومة في شفتيها، ولا تتردد في مساعدة من يطلب العون منها. على الرغم من أنها فتاة فإنها لا تتذمر كثيراً ولا تهتم بمظهرها الخارجي كسائر الفتيات مثل متابعة آخر صرعات الموضة والاهتمام المبالغ ونحو ذلك، لديها قلب صلب يتحمل المتاعب والمشاهد الدمويّة، اهتمت بلعب كرة القدم ثم تحولت إلى لاعبة تنس ثم اهتمت في فن تنسيق الزهور.
سورا لديها شعر برتقالي وبشرة داكنة قليلاً وطولها متوسط ونحيلة شيئاً ما، في مغامرتها الأولى ارتدت قميصاً أصفر وجينز أزرق وقبعة سماوية شبيهة بالخوذة، وفي 2002 كانت ترتدي عادةً الثياب القصيرة مثل ثياب لاعبات التنس وثياب المدرسة.

## التسلسل الزمني للأحداث

### فيلم: ديجيمون أدفنتشر (1995)

سورا تُشاهد المعركة بين قريمون وباروتمون.

في عام 1995 كانت سورا تعيش مع والديّها هاروهيكو وتوشيكو في حيّ هيكاريغاوكا عندما كانت تبلغ من العمر سبع سنوات، وفي إحدى الليالي شاهدت المعركة التي حدثت ما بين قريمون وباروتمون (صنديد والطائر) من شُرفة منزلها، ثم انتقلت للعيش في أودايبا.

### مُسلسل: أبطال الديجيتال الجُزء الأول (1999)
في ظهيرة يوم 1 أغسطس عام 1999 كانت سورا مع الأولاد في المُخيّم الصيفي في النشاط الذي أقامته مدرسة أودايبا الابتدائية، امتص التيار الغريب سورا مع بقيّة الأولاد إلى العالم الرقميّ.
تعرفت سورا على مٌرافقتها بيومون (هديل)، وعرفت على هدف مجيئها إلى العالم الرقميّ رفقة الأولاد المُتبقين، وخاضت عدة معارك مع الكثير من الوحوش، عندما كانت في الجزية الملفيّة وقام ديفيمون (الخفاش) بفصل الأولاد عن بعضهم البعض، التقت بجو (زيّن) بالصدفة عندما وجدته غريقاً في البحر، وواجهوا وحوشاً في إحدى الكنائس الموجودة في الجزيرة التي هم فيها، قبل أن يقضوا عليهم ثم يعودون للجزيرة ويقضوا على ديفيمون.
وفي قارة سيرفر، تعرّضت سورا للاختطاف من قِبل نانومون (كهرب)، في مكان سرّي للهرم الرئيسي التابع لإيتيمون (قردون)، إلا أنها تحررت بفضل شجاعة تايتشي، وتمكنوا من القضاء على نانومون وإيتيمون.

سورا مع مُرافقتها.

عندما اختفي تايتشي (أمجد) عن المجموعة، كانت سورا هي أوّل من تركت المجموعة، واسترقت السمع بعد ذلك من خطاب ديفيمون (الوطواط) وبيكو ديفيمون (زقزوق) عن القلائد والمفاتيح وصفات الأولاد، ومن ثم ثم كشفها بيكو ديفيمون، وأخبرها عن أنها تفتقد إلى المحبة المزعومة، مما أثر نفسياً في شخصية سورا، وعندما عاد تايتشي واشتمل لم الجميع باستثناء سورا، كانت سورا تُقدم المُساعدات للأولاد في الخفاء، إلا أن اكتشفها الأولاد وأفصحت عن ما في قلبها واسترجعت ذكريات أمها حينما لم تكُّن لها المحبة عندما منعتها من لعب كرة القدم لإصابتها كما كانت تعتقد، إلا أن اكتشفت هذا الأمر بنفسها حينما منعت مُرافقتها من القتال مع فامديمون بسبب إصابتها، وتفهم سبب منع أمها لها، وهو خوفها عليها وحبها لها.
بعد أن ساهمت مع الأولاد في القضاء على فامديمون (الوطواط) وإيجاد البطل الثامن، عادت مرةً أخرى إلى العالم الرقميّ، وخاضت معارك مع سادة الظلام، وانتصرت عليهم مع البقيّة، قبل أن تُواجه آخر عدو وهو أبوكاليمون (جنجل) وهو أخطر عدو والمُتسبب في صُنع قوى الشر، لتستطيع في النهاية وبمُساعدة الجميع من القضاء عليه، وتعود مرةً أخرى إلى أودايبا.

### فيلم: ديجمون أدفنتشر «لعبتنا الحربية» (2000)
في 4 مارس عام 2000 كانت سورا غاضبةً من تايتشي (أمجد)، بسبب إهداءه لها ملقط شعر، ما يعني أن شعر سورا لم يُعجب تايتشي واعتبرت هذا الأمر إهانةً لها، عندما احتل الفايروس دايبورومون على معلومات البيانات، كان تايتشي يتصل على سورا والأخيرة تتجاهل إتصالاته، إلا أنها قامت بالرد عليه بعد أن قضى على دايبورومون واعتذر لها وقبلت اعتذاره.

### ما بين مارس 2000 و أبريل 2002

سورا في عام 2002.

في مايو عام 2000 عادت سورا مع أبطال الديجيتال إلى العالم الرقمي بطلبٍ من جيناي (زاجل)، من أجل تحرير القوة التي تحمي عالم الديجيتال لأجل إصلاح تشويه العالم الرقمي، وذلك عن طريق طاقات القلائد، ونتيجةً لذلك فإن أبطال الديجيتال فقدوا القدرة على التطوّر إلى المُستوى المثالي.
في أكتوبر عام 2000 بدأت تتحسن علاقة سورا مع والدتها بشكلٍ كبير، وتعلمت منها فن تنسيق الزهور، كما تعلمت لعبة التنس وانضمت إلى فريق للتنس بدلاً من فريق كرة قدم كما كانت سابقاً.

### مُسلسل: أبطال الديجيتال الجُزء الثاني (2002)
في أبريل 2002 تعلم سورا فيما بعد أن الشّر قد عاد إلى العالم الرقميّ، وعلمت بأن هناك أبطالاً جُدد، وتخوض معهم بعض المغامرات ويُساعدهم في بعض الأحيان.
وفي الصيف من عام 2002 تُختطف سورا رفقة الأولاد من أبطال السلسلة الأولى باستثناء تاكيرو (وسيم) وهيكاري (هند) في مجالٍ غريب قبل أن يتم تحريرهم من قِبل تاكيرو وهيكاري.
وفي أواخر عام 2002 أثناء أيام عطلة عيد الميلاد، أهدت سورا إلى ياماتو (يامن) هديةٍ من حلوى الكوكيز كتعبير عن حبها له، وقام تايتشي (أمجد) بتشجيعها على تقديمها الهدية له بعد أن رآها مُضطربة نوعاً ما، ومُنذ تلك اللحظة شكّلوا سورا ويامن علاقة حميميّة مع بعضهما البعض.

### فيلم: ديجيمون أدفنتشر 2 «الإنتقام من دايبرومون» (2003)
في مارس 2003 يعود الفيروس السابق ليُهدد شبكة أودايبا الذي ظهر في مارس 2000 قبل ثلاثة سنوات، كانت سورا تُمارس لعبة التنس حينها، قبل أن يتمكّن الجميع من القضاء عليه.

### مُسلسل: ديجيمون أدفنتشر تراي (2005)

سورا في عام 2005.

في عام 2005 تظهر سورا ضمن أبطال الديجيتال من السلسلة الأولى والذين يدرسون في الثانوية العامة. وفي وقت لاحق تتقاتل سورا رفقة الأولاد ليُقاتلون وحشاً ظهر كان قد استهدف أحد المُرافقين لفتاة جديدة ضُمّت إلى أبطال الديجيتال. ثم تتوالى الأحداث لتواجه سورا مع الأولاد إنسان بشرياً يُعتقد بأنه كين (يزن) الذي عاد إلى شخصية الإمبراطور، وتقوم بمُشاهدة المعركة بحاسوب كوشيرو التي كانت بين مييكومون وليومون (ليث) وغومامون (بحر) وبالمون (زهرة) من طرف، وبين كين من طرف آخر مع وحشه الخاص.

### 2027
في عام 2027 وبعد 28 عاماً من مُغامرتهم الأولى في العالم الرقميّ، تًصبح سورا مُصممة أزياء، وتتزوج من ياماتو (يامن) وتُنجب منه ابنٌ وابنة.

## عائلتها وأقربائها
| أقرباء سورا | أقرباء سورا | أقرباء سورا | أقرباء سورا                  | أقرباء سورا |
| الاسم       | الصورة      | تعريف | الظهور                       |             |
| ----------- | ----------- | --- | ---------------------------- | ----------- |
| هاروهيكو    |             | هو والد سورا، وهو أستاذ الأنثروبولوجيا في جامعة كيوتو، وبسبب العمل فإنه كثيراً يُسافر داخل مناطق اليابان وخارجها، ولهذا السبب كان يغيب عن سورا، إلتقى بوالدة سورا عندما كان في الجامعة، وتزوجها فيما بعد. | - الجزء الثاني               |             |
| توشيكو      |             | هي والدة سورا، كانت لاعبة تنس عندما كانت في الثانوية، والتقت بوالد سورا في الجامعة وتزوجا فيما بعد، تملك محلاً لبيع الزهور، وهي مُتخصصة في فن تنسيق الزهور.                                               | - الجزء الأول - الجزء الثاني |             |
| ياماتو      |             | هو زوج سورا، ولديها منه طفلان، وهو في مثل عمرها تقريباً، وهو أحد أبطال الديجيتال الذين شاركت معهم المغامرة في العالم الرقميّ في الجُزء الأول.                                                              | - الجزء الأول - الجزء الثاني |             |
| لم يُذكر     |             | هو ابن سورا وزوجها ياماتو، لديه مُرافق رقميّ مثل والديّه. | - الجزء الثاني               |             |
| لم يُذكر     |             | هي ابنة سورا وزوجها ياماتو، لديها مُرافق رقمي مثل والديّها. | - الجزء الثاني               |             |

## مرافقتها الرقمية
| الاسم     | نوع التطور | المستوى | معلومات | الصورة |
| --------- | ---------- | ------- | --- | ------ |
| نيوكيمون  | تكوين      | جنين    | هو مخلوقٌ رقميّ على شكل بذرة نبات سوداء ذو أوراق خضراء مُنتشرة في رأسها، اسمها في الإصدار الياباني مُشتق من الكلمة اليابانيّة "nyoki nyoki" وتعني "نباتات تنمو واحدةً تلو الأخرى".                      |        |
| يوكومون   | إرتقاء     | رضيع    | هو مخلوقٌ يُشبه نبات البصل الوردي مع زهرة البنفسج الأرجوانيّة، ذو عيونٌ خضراء، تٌحيط عينيّها أربعة خطوط سوداء.                                                                                          |        |
| بايومون   | إرتقاء     | طفل     | هو طير رقميّ لونه وردي أشبه بطائر الهدهد، ذو منقار أحمر وأرجلٌ صفراء، تُخرج دوامةً خضراء من جناحيّها لتُهاجم به أعدائها.                                                                                |        |
| بيردرامون | إرتقاء     | بالغ    | هو طائر ضخم مُشتعل بالنيران تماماً مثل الوحش المُلتهب، فك أسنانه الأماميّة بارز جداً ومخالبه حادةٌ كذلك، يُطلق من جناحيّه نيازك ناريّة.                                                                    |        |
| قارودامون | إرتقاء     | مثالي   | هو طائر ضخم شكله مُستمد من أسطورة جارودا حيث أن نصفه جسم إنسان والنصف الآخر جسم طائر، لديه مخالب عملاقة وأيدي بشريّة، وله قدرات خارقة تفوق المُستويات السابقة.                                       |        |
| هويويمون  | إرتقاء     | أقصى    | هو طائر ذهبي ضخم شكله مُستمد من الطائر الأسطوري فنغهوانغ في الثقافة الصينية، ويُعتبر من الطيور المُقدسة في السلسلة، حيث يُعتبر أقوى المخلوقات الرقميّة من فصيلة الطيّور، ولديّه أربعة أجنحة ذهبية زاهيّة. |        |